# Bolsa reutilizable

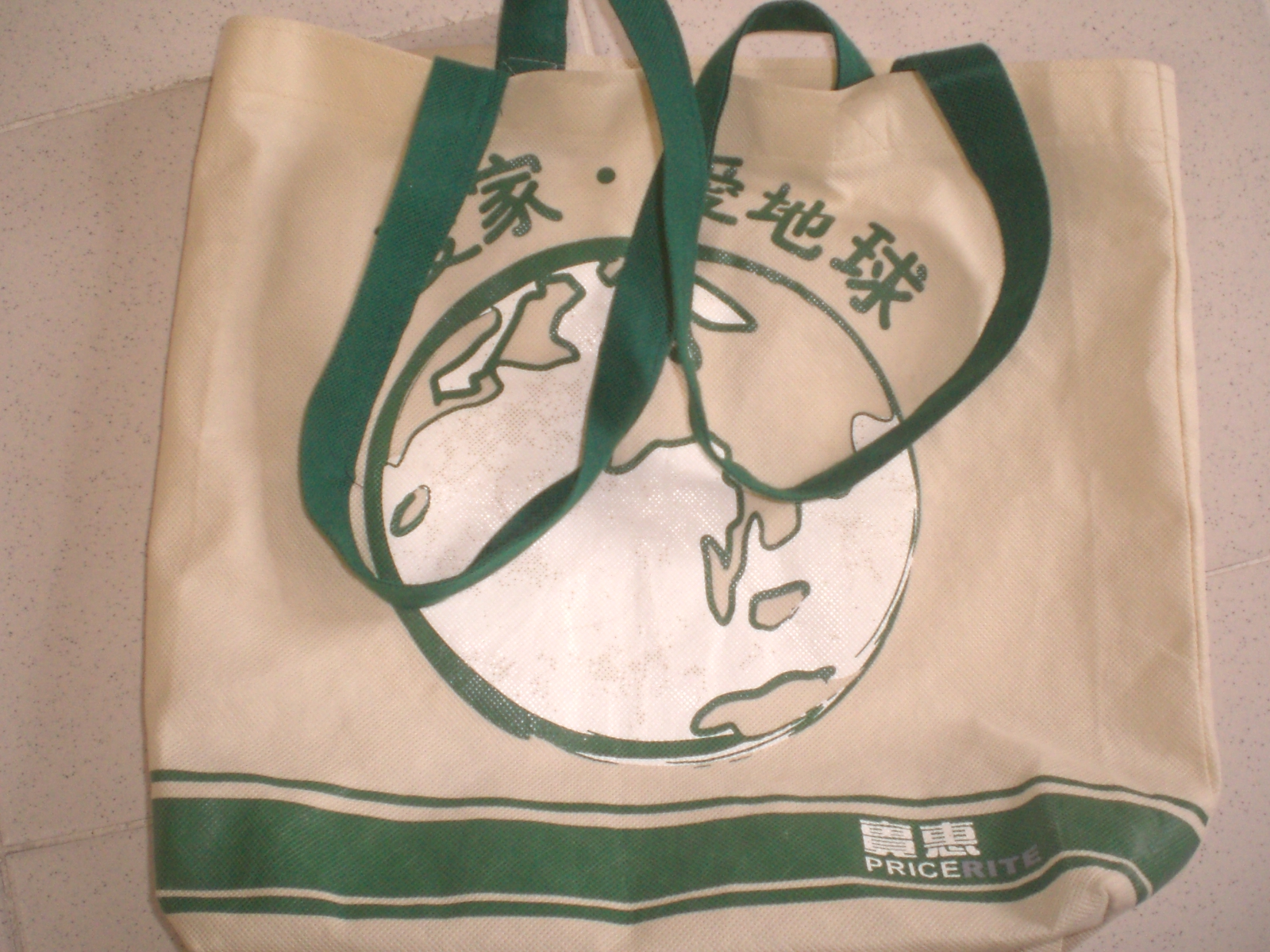
Bolsa reutilizable

Las bolsas reutilizables son las bolsas diseñadas para ser empleadas más de una sola vez, en particular referidas a las bolsas distribuidas por los comercios en contraposición a los habituales recipientes de un solo uso.
El propósito de la norma UNE 53942 está basada en crear una bolsa reutilizable, es doble. Por un lado fomentar un consumo responsable de las bolsas plásticas de un solo uso ayudando a conseguir una reducción de su consumo y por otro, contribuir a que, al final de su vida útil, no sean abandonadas, sino que sean usadas como bolsa de recogida de residuos.
Es necesario utilizar este tipo de bolsas para ayudar al medio ambiente en su grave lucha contra el calentamiento global

## Problemática
Las bolsas de plástico, dada su gran utilidad son un artículo de gran consumo, que en ocasiones no se depositan adecuadamente, sino que se tiran indiscriminadamente en lugares inapropiados. Esto produce un efecto visual negativo en los paisajes, incluidos los urbanos, e impide que estas bolsas se reciclen y se vuelvan a reutilizar.

## Características
Esta norma, además de las características técnicas, relativas a aspectos funcionales y de calidad de la bolsa, recoge criterios medioambientales para el proceso de fabricación y su envasado comercial. De esta forma, las bolsas que cumplen esta norma también han sido fabricadas de forma más respetuosa con el medio ambiente. La bolsa reutilizable es, hoy por hoy, la apuesta de los profesionales de este sector, por un plástico sostenible.

## Venta de bolsas de plástico reutilizables en los supermercados

### Tratamiento informativo en los Medios de Comunicación
Para este estudio se ha analizado fundamentalmente el tratamiento que la prensa da y ha dado desde que los comercios, sobre todo, los grandes supermercados, comenzaron implantar medidas ecológicas. Estas iniciativas se han traducido principalmente en la venta de bolsas de plástico reutilizables, que además son fabricadas de la forma más respetuosa con el medio ambiente.  
Así pues, desde los medios de comunicación se han publicado informaciones dirigidas a que la ciudadanía rechazase la utilización de bolsas de un solo uso. Además, en algunos de estos diarios se denunciaba el escaso uso y reciclaje de estos productos tan nocivos para el planeta https://www.madridiario.es/noticia/479028/recomendamos/bolsas-de-tela-la-mejor-alternativa-para-reducir-el-uso-de-las-bolsas-de-plastico.html?cache=true
Asimismo, desde los medias se apoyó el empleo de bolsas de plástico reutilizables, dando voz a actos u conferencias cuyo fin era concienciar sobre la necesidad de adoptar medidas ecológicas y demostrar las ventajas de las mismas https://www.periodistadigital.com/cultura/arte-y-diseno/20100627/regalos-empresa-plastico-tendencia-profesional-necesaria-noticia-689401729552/. También se dio eco de la disposición de instituciones, comerciantes, ecologistas, fabricantes y consumidores,  para trabajar conjuntamente en pos de un mundo cada vez más sostenible. Anunciando que, pese a las desigualdades de forma, existía un deseo común de cambio y un guiño de protección  al medio natural que nos rodea (http://www.laprovincia.es/sociedad/2011/03/07/dias-contados-bolsa-plastico/357713.html). 
No obstante, los diarios tampoco se cegaron ante la evidencia de que la medida de las bolsas reutilizables no se cumplía como se esperaba. Por muchas ordenanzas que se aprobarán, lo cierto es que en algunos comercios se respetaba y en otros se hacían oídos sordos o las adoptaban a su manera (http://www.lavoz.com.ar/ciudadanos/todo-es-igual-super-capital). Esto generó cierta desilusión y desconfianza en la verdadera concienciación sostenible de la sociedad, ni los consumidores se acostumbraban a no embolsar toda la compra, ni los supermercados hacían el esfuerzo necesario para que la idea saliera adelante. 
Sin embargo, como se demuestra en las noticias que los periódicos recogían y recogen, poco a poco cada vez son más las superficies comerciales que se adhieren a este proyecto. De forma que el adiós definitivo a las bolsas tradicionales no parece estar muy lejos, mientras que las bolsas biodegradables adquieren notoriedad en los supermercados y en el pensamiento de la ciudadanía (https://web.archive.org/web/20081029230813/http://www.elperiodicodearagon.com/noticias/noticia.asp?pkid=451240).
Pero, los profesionales de la información igualmente han recogido el sentir de los más recelosos con el mero altruismo o el buen hacer de los comerciantes, pues aunque bolsas sostenibles, también son bolsas que se pagan (http://www.elperiodicomediterraneo.com/noticias/noticia.asp?pkid=656524 (enlace roto disponible en Internet Archive; véase el historial, la primera versión y la última).).

### Opinión Pública: Estadísticas
Gracias en buena medida al seguimiento que la prensa ha dado sobre este asunto y a la influencia que esta tiene en la formación de opinión pública, el 90% de la población española considera necesario la reducción del consumo de las bolsas de un solo uso. 
Sin embargo, la ciudadanía discrepa sobre los métodos de reducción: la mitad de la población está en contra del cobro de las bolsas por parte de los establecimientos, porque consideran que ya cobran su valor en los productos, mientras que la otra mitad pagaría. 
Además, el estudio constata la poca información que existe entre los consumidores sobre las alternativas actuales a la bolsa de un solo uso. El 60% de los encuestados desconoce que estas bolsas, como las de rafia sintética, también son de plástico, y el 82% desconoce que son muy difíciles de reciclar.
Por último, en las estadísticas se refleja que en España existe una alta preocupación por el medioambiente (86%), y que el 95% de la población considera importante reciclar los residuos domésticos.
(Estudio de TNS Demoscopia sobre los hábitos de consumo de bolsas)